# Randver
Randver (fine VII secolo – Inghilterra, prima metà dell'VIII secolo) è un re leggendario che avrebbe regnato sulla Danimarca nella prima metà del VIII secolo; le fonti documentali che ne attestano l'esistenza riportano informazioni incompatibili fra loro.

## Randver nelle fonti mitologiche
Secondo la Hyndluljóð, era il figlio di Ráðbarðr re di Garðaríki e di Auðr Mente-Profonda. Sia secondo questa fonte che secondo la Sögubrot, Auðr si sposò con Ráðbarðr contro la volontà di suo padre Ivar Vidfamne e che ebbe Harald Hildetand da un precedente matrimonio.
Viceversa, nelle genealogie nel Hversu Noregr byggðist, Randver pare essere indicato come figlio di Hrœrekr slöngvanbaugi (Rorik Slyngebond) re danese di Selandia, nonché fratello di Harald Hildetand; anche il Sögubrot riporta che re Hrœrekr fu ucciso da Ivar Vidfamne.
Secondo la Saga di Hervör sia Randver sia Harald Hildetand erano figli di Valdar e di Alfhild, altra figlia di Ivar Vidfamne, il quale nominò Valdar come viceré di Danimarca; quando quest'ultimo morì, succedette Randver, il quale sposò Åsa Haraldsdottir di Agder. Quest'ultima, in altre saghe, sarebbe la moglie di Guðröðr il Cacciatore e madre di Sigurðr Hringr. Dopo che suo fratello Harald reclamò il Götaland (o Gotland, a seconda del manoscritto), Randver cadde in battaglia in Inghilterra.
La Saga di Hervör riporta anche che Sigurðr Hringr, ora descritto come figlio di Randver, succedette al trono danese (probabilmente come viceré di Harald Hildetand). tuttavia, la Sögubrot dichiara che Harald Hildetand nominò Sigurðr Hringr come viceré di Svezia e del Västergötland. Le Gesta Danorum di Saxo Grammaticus non menzionano chiaramente Randver.
Snorri Sturluson, nel Nafnaþulur, include il nome Randver nella lista dei Re del Mare, senza specificare altro.
Lo studioso danese Gudmund Schütte identificò delle analogie tra la coppia Ráðbarðr - Randver nel Langfeðgatal e la coppia Rædhere - Rondhere menzionata nel verso 123 del poema anglosassone Widsith (circa VII secolo). Schütte avanzò l'ipotesi che la lista delle figure eroiche presenti nel Widsith abbia influenzato l'ordine delle figure presenti in alcune saghe successive.

## Dediche
Al personaggio mitologico è dedicato il cratere Randver sulla superficie di Callisto.